# Philippe de Pret Roose de Calesberg
Le comte Philippe de Pret Roose de Calesberg (1908-1983) est un bobeur belge qui a concouru dans les années 1930. Il a terminé huitième du bobsleigh à quatre masculin aux Jeux olympiques d'hiver de 1936 à Garmisch-Partenkirchen.
Il faisait partie de la famille de Pret Roose de Calesberg.